# Manyema

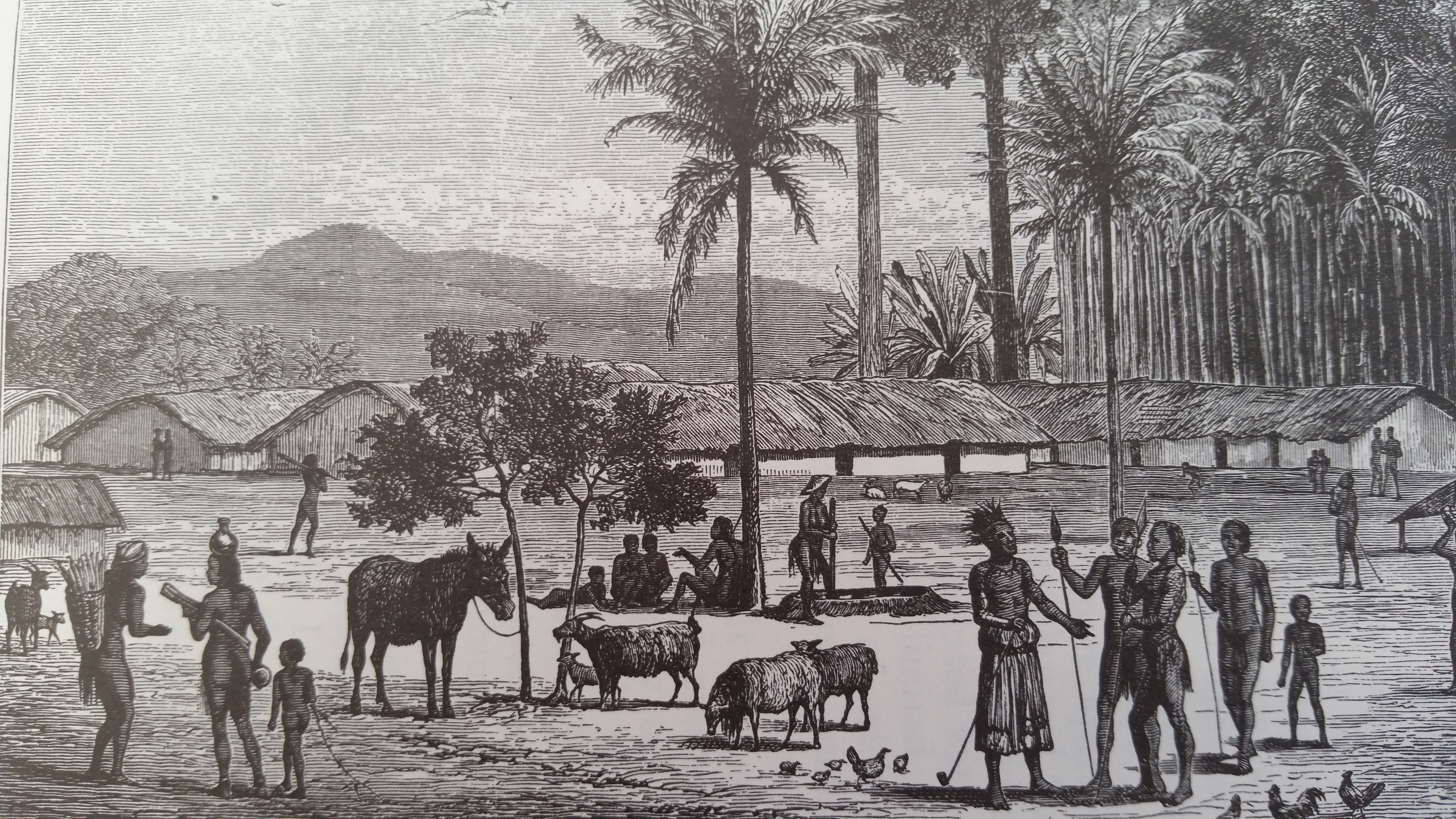
Poblado manyema en 1876

Manyema es un grupo étnico bantú que habita en un área que se extiende desde la esquina noroccidental de Tanzania a los afluentes principales del río Congo. Su área principal de asentamiento está en la República Democrática del Congo. Viven en poblados fortificados y practican sólo la agricultura y la pesca en una economía de subsistencia, pero no la ganadería. Los iniciados son circuncidados. Políticamente están organizados en jefaturas.
- Datos: Q6753402